# Laurel J. Brinton
Laurel J. Brinton (ur. 18 czerwca 1953) – amerykańska językoznawczyni, autorka prac z zakresu języka angielskiego.

## Życiorys
Bakalaureat z zakresu literatury angielskiej uzyskała w 1975 r. na Uniwersytecie Kalifornijskim w Davis. Doktoryzowała się w 1981 r. na Uniwersytecie Kalifornijskim w Berkeley, gdzie przedstawiła pracę lingwistyczną The Historical Development of Aspectual Periphrases in English. Została zatrudniona na Uniwersytecie Kolumbii Brytyjskiej, gdzie w 1995 r. objęła stanowisko profesora.
Należy do rad redakcyjnych czasopism: „Journal of Historical Pragmatics”, „Journal of English Linguistics”, „English Language and Linguistics”, „Anglia”, „Atlantis”.

## Wybrana twórczość
- The Development of English Aspectual Systems: Aspectualizer and Post-verbal Particles (1988)
- Pragmatic Markers in English: Grammaticalization and Discourse Functions (1996)
- The Structure of Modern English: A Linguistic Introduction (2000)
- The Comment Clause in English: Syntactic Origins and Pragmatic Development (2008)
- The Evolution of Pragmatic Markers in English: Pathways of Change (2017)